# 江左三大家
江左三大家，即清朝早期诗人、散文家、文学家、文学理论家钱谦益、吴伟业、龚鼎孳的并称，籍贯都属旧江左地区，故时人称江左三大家。三人皆由明臣仕清，作品反映了易代之际士大夫的心理。

## 三大家
- 钱谦益（1582－1664），常熟人。
- 吴伟业（1609－1672），昆山人。
- 龚鼎孳（1615－1673），合肥人。